# Eva María Pérez López
Eva María Pérez López (Salamanca, 21 de enero de 1972) es una politóloga, socióloga y política española del PSOE de Extremadura. Consejera de Educación en el gobierno de Juan Carlos Rodríguez Ibarra en 2005, vuelve a ocupar este cargo entre 2007 y 2011, tras acceder a la presidencia de la Junta de Extremadura Guillermo Fernández Vara. Después de las elecciones autonómicas de 2015, es elegida de nuevo diputada por la provincia de Cáceres en la Asamblea de Extremadura, donde actualmente ejerce como Portavoz del Grupo Socialista en la comisión de Educación.

## Biografía y orígenes familiares
La segunda de cuatro hermanos, es hija de Cándido Pérez Vega y María José López Rozas, ambos maestros en Valverde del Fresno (Cáceres). Su padre fue el primer alcalde de la localidad por el PSOE tras la dictadura del general Franco, en 1979.
Vivió durante su niñez y adolescencia en la mencionada localidad serragatina hasta comenzar sus estudios universitarios en Madrid.

## Estudios universitarios
Se licenció en Ciencias Políticas y Sociología Política por la Universidad Complutense de Madrid en 1995. En 1996 obtiene el título de Investigación Participativa y Gestión Local por esa misma universidad. En 2002 se licencia en Sociología por la UNED.  
En 2014 termina el Máster Universitario en Política y Democracia por la UNED. Su trabajo de fin de máster, Escenarios de conflicto Cataluña-España en teoría de juegos, fue dirigido por Ramón Cotarelo. 

## Trayectoria profesional
Desempeñó labores en el ámbito del empleo y el desarrollo local entre 1997 y 1998, en Valverde del Fresno, Eljas y San Martín de Trevejo, localidades de la Sierra de Gata (Cáceres). Entre 1998 y 2000 trabajó como coordinadora de Formación e Inserción Sociolaboral de personas desfavorecidas dentro de la iniciativa europea ÍNTEGRA en la Comarca de Los Baldíos (Badajoz). Entre 2001 y 2002 fue coordinadora de Formación en la Red Extremeña de Desarrollo Rural (REDEx). Desde ese año hasta 2005 fue técnico en Promoción de Emprendedores y Entidades del Tercer Sector en el Área de Desarrollo de la Diputación Provincial de Cáceres.

### Directora adjunta en la Fundación Centro de Estudios Presidente Rodríguez Ibarra (2012-2015)
Su labor como directora adjunta en la Fundación Centro de Estudios Presidente Rodríguez Ibarra se centró en la ejecución de los planes de actuación, así como en el diálogo con instituciones y empresas colaboradoras. Además, organizó diversos espacios de reflexión política en torno a los problemas territoriales de España o la calidad democrática.

## Trayectoria política
Tras la derrota del PSOE en las elecciones generales de marzo de 1996, decide afiliarse al partido. A los tres años de su afiliación recibe la propuesta de la entonces Secretaria General Provincial, Pilar Merchán Vega, para formar parte de las listas autonómicas a la Asamblea de Extremadura. Siendo diputada regional fue ponente de la Ley de Creación del Instituto de la Mujer de Extremadura.
El logro más relevante como Consejera de Educación fue la consecución del único pacto educativo existente a nivel nacional, que sirvió para aprobar por unanimidad de todos los grupos parlamentarios de la Asamblea de Extremadura la Ley de Educación de Extremadura, aprobada en 2011.

## Cargos desempeñados

### Responsabilidades orgánicas dentro del PSOE
- Secretaria General de la Agrupación Local de Valverde del Fresno (2001-2012)
- Miembro de la Comisión Ejecutiva Regional del PSOE de Extremadura (2004-2008)
- Miembro del Comité Federal del PSOE (2008-2012)
- Miembro del Comité Regional del PSOE de Extremadura (Desde 2012)
- Vicesecretaria general del PSOE de Extremadura (Desde 2024)

### Responsabilidades institucionales
- Diputada de la Asamblea de Extremadura (1999-2011)
- Consejera de Educación de la Junta de Extremadura (2005-2011)
- Diputada de la Asamblea de Extremadura (Desde 2015)